# Chorizococcus mireorum
Chorizococcus mireorum är en insektsart som beskrevs av Matile-ferrero 1979. Chorizococcus mireorum ingår i släktet Chorizococcus och familjen ullsköldlöss.
Artens utbredningsområde är Kamerun. Inga underarter finns listade i Catalogue of Life.